# Heterospathe kajewskii
Heterospathe kajewskii är en enhjärtbladig växtart som beskrevs av Karl Ewald Maximilian Burret. Heterospathe kajewskii ingår i släktet Heterospathe och familjen Arecaceae. Inga underarter finns listade i Catalogue of Life.